# Tundrahäst
Tundrahästen var enligt numera föråldrad forskning en primitiv förfader till den moderna hästen. Lämningar efter tundrahästen har hittats i nordöstra Sibirien där den levde på de kalla, snöiga tundrorna. Lämningarna från de gamla tundrahästarna har hittats tillsammans med ben från mammutar, vilket kan visa på att dessa djur levde tillsammans.

## Postulerad morfologi
Tundrahästen var en kraftig och kompakt mindre häst med tjock, lång päls med mycket underull för att klara av även de hårdaste klimaten. Man tror att Tundrahästarna uteslutande var vita eller ljust grå, som fungerade som ett kamouflage i snön. 

## Hypoteser om samband med tamhästen
Tundrahästen ansågs vara den häst som haft minst inflytande på dagens modernare hästar och den enda levande motsvarigheten är Yakutponnyn, därför har intresset från forskarna varit svalt. Yakutponnyerna upptäcktes först 1964 som vilda, vita hästar som sprang omkring i området. Tundrahästen kan dock ha vandrat över till Europa under istiden och även förts till Europa med kelterna när dessa vandrade till Storbritannien. Likheten mellan tundrahästens ättling Yakutponnyn och den brittiska Shetlandsponnyn är slående och visar att Shetlandsponnyn har fått inflytande av tundrahästen, men forskarna vet inte om det är direkt eller genom Yakutponnyer. Islandshästen från Island härstammar från samma keltiska hästar och har liknande egenskaper som tundrahästen.

## Kritik
Den forskning om hästens mitokondriella DNA som genomförts visar, att den vitt spridda uppfattningen att fenotypiska indelningar baserade på postulerade olikartade vilda populationer, t.ex. tundrahästar eller skogshästar är felaktig.